# Lamontgie
Lamontgie ist eine französische Gemeinde im Département Puy-de-Dôme in der Region Auvergne-Rhône-Alpes mit 646 Einwohnern (Stand: 1. Januar 2022). Die Gemeinde gehört zum Arrondissement Issoire und zum Kanton Brassac-les-Mines (bis 2015: Kanton Jumeaux). 
Neben dem Kernort Lamontgie gehört die Ortschaft Mailhat zur Gemeinde.

## Geographie
Lamontgie liegt etwa 39 Kilometer südsüdöstlich von Clermont-Ferrand. Umgeben wird Lamontgie von den Nachbargemeinden 
- Saint-Martin-des-Plains im Norden und Nordwesten,
- Bansat im Norden und Nordosten,
- La Chapelle-sur-Usson im Osten, Esteil im Südosten,
- Auzat-la-Combelle im Süden,
- Nonette-Orsonnette mit Orsonnette im Westen und Südwesten und Nonette im Westen und Nordwesten.

## Bevölkerungsentwicklung
| Jahr                       | 1962 | 1968 | 1975 | 1982 | 1990 | 1999 | 2006 | 2013 |
| Einwohner                  | 557  | 545  | 437  | 405  | 394  | 496  | 543  | 620  |
| Quellen: Cassini und INSEE |      |      |      |      |      |      |      |      |

## Sehenswürdigkeiten
- Kirche Notre-Dame in Mailhat, Ende des 12. Jahrhunderts erbaut, Monument historique
- Kirche von Lamontgie
- Festung von Lamontgie

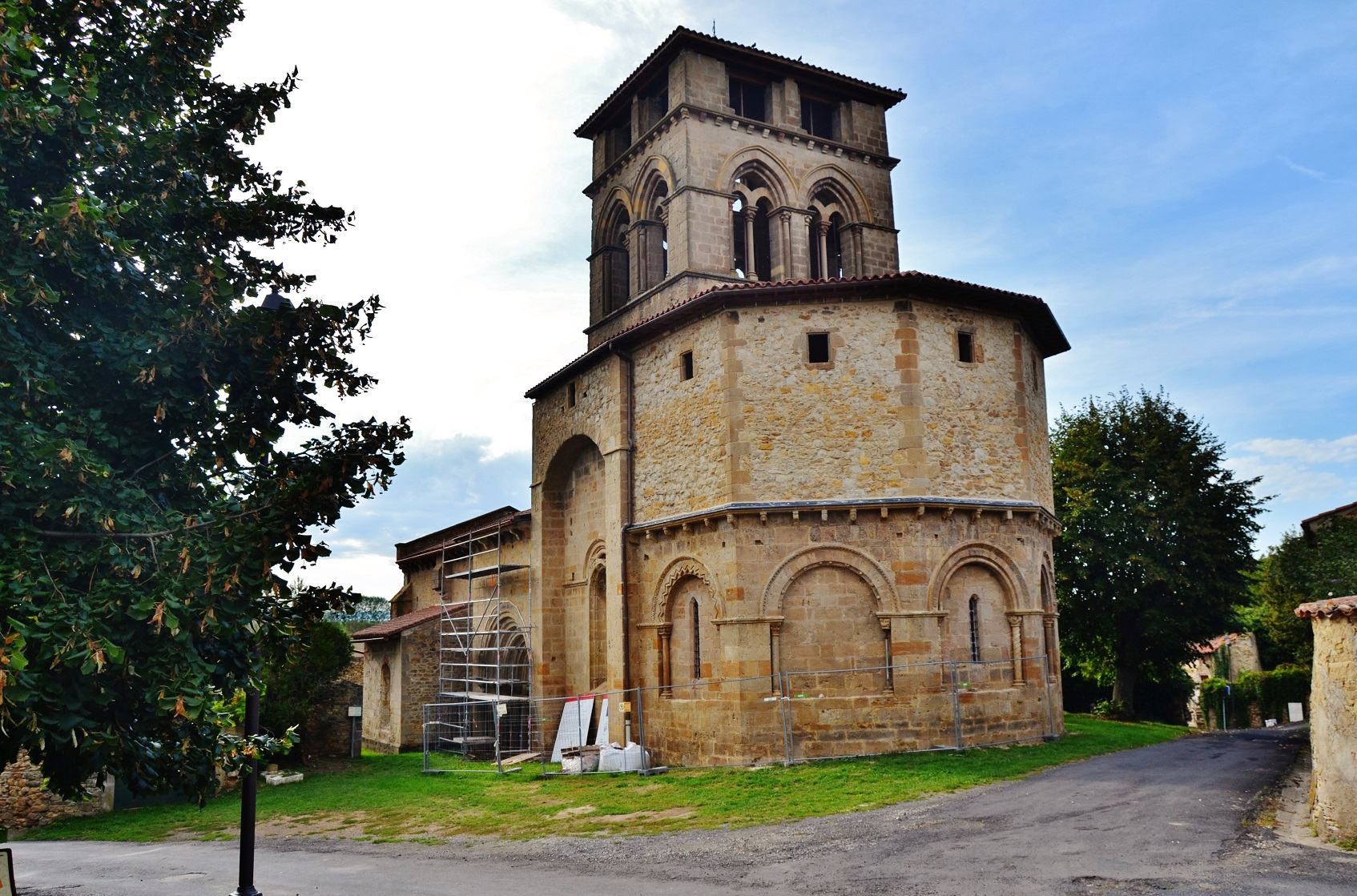
Kirche Notre-Dame von Mailhat
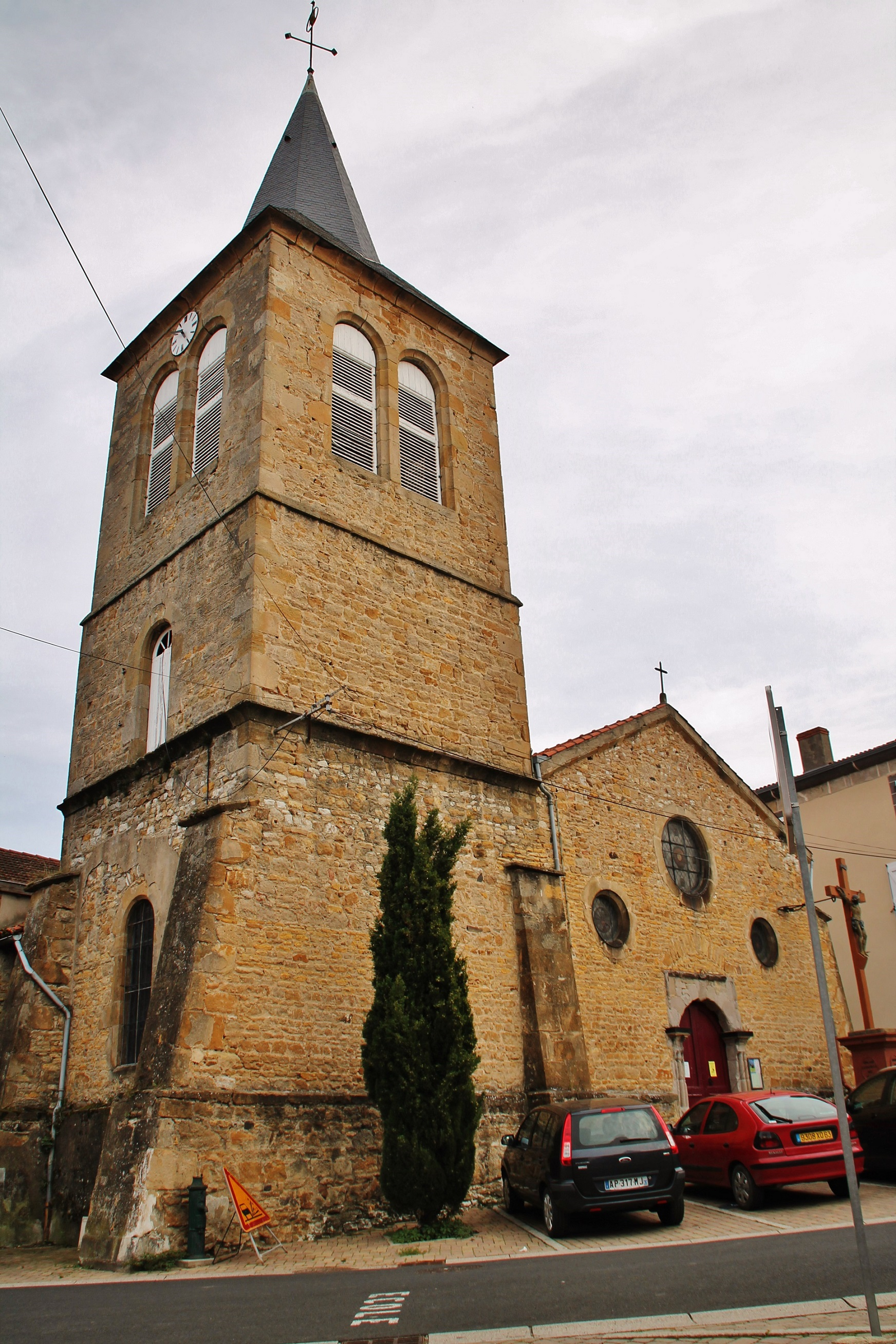
Kirche von Lamontgie